# Epístola aos Romanos
A Epístola aos Romanos, geralmente referida apenas como Romanos, é o sexto livro do Novo Testamento. Os estudiosos da Bíblia concordam que ela foi escrita pelo apóstolo Paulo aos romanos para explicar como a salvação é oferecida por meio do Evangelho de Jesus Cristo. É a primeira e a mais longa das Epístolas Paulinas, e é considerada a epístola com o "mais importante legado teológico".

## História
A epístola aos romanos foi escrita por Paulo, provavelmente na cidade de Corinto, Grécia, enquanto ele estava hospedado na casa de Gaio e transcrita por um dos Setenta Discípulos, o escriba chamado Tércio de Icônio. Há uma série de razões que convergem para a teoria de que Paulo a escreveu em Corinto, uma vez que ele estava prestes a viajar para Jerusalém ao escrevê-la, o que corresponde com Atos 20:3, no qual é relatado que Paulo permaneceu durante três meses na Grécia. Isso provavelmente implica Corinto, pois era o local de maior sucesso missionário de Paulo, na Grécia. Adicionalmente Febe, uma diaconisa da igreja em Cencréia, um porto a leste de Corinto, teria sido capaz de transmitir a carta a Roma depois de passar por Corinto. Erasto, mencionado em Romanos 16:23, também viveu em Corinto sendo comissário da cidade para obras públicas e tesoureiro da cidade em várias épocas, mais uma vez indicando que a carta foi escrita em Corinto.
O momento exato em que foi escrito não é mencionado na carta, mas foi obviamente escrito quando a coleta de ofertas para Jerusalém tinha sido montada e Paulo estava prestes a ir a Jerusalém, ou seja, no final de sua segunda visita a Grécia, durante o inverno que precedeu a sua última visita a essa cidade. A maioria dos estudiosos propoem que a carta foi escrita no final de 55, 56 ou 57. Outros propoem o início de 58 ou 55, enquanto Luedemann defende uma data anterior, como 51/52 (ou 54/55 ), na sequência de Knox, que propôe 53/54. O teólogo Fábbio Xavier, em seu artigo Conhecendo os Romanos de Roma, deixa claro que a carta pode ter sido redigida por volta de 55 e 56.

## Contexto de Romanos na vida de Paulo

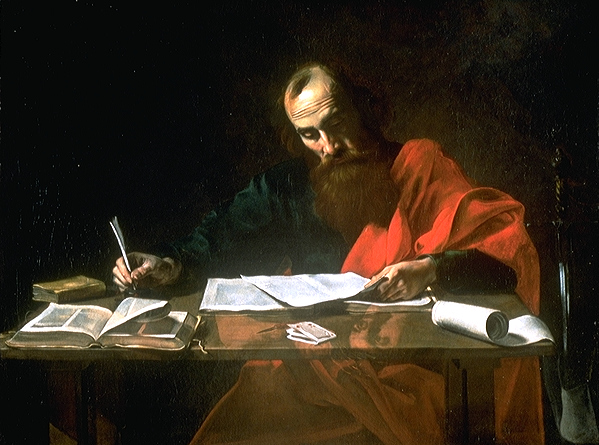
Representação do século XVI de São Paulo escrevendo sua Epístola. indica que Tércio atuou como seu copista.
Por Valentin de Boulogne, 1618-1620
Museu de Belas-Artes de Houston

Durante dez anos antes de escrever a carta (aproximadamente entre os anos 47 a 57 d.C.), Paulo tinha viajado ao redor do mar Egeu evangelizando. Igrejas foram implantadas nas províncias romanas da Galácia, Macedónia, Acaia e Ásia. Paulo, considerando a sua tarefa concluída, queria pregar o evangelho na Espanha. Isso lhe permitiu visitar Roma no caminho, uma ambição de longa data dele. A carta aos Romanos, em parte, prepara a comunidade de Roma e dá motivos para sua visita.
Além da localização geográfica de Paulo, suas opiniões religiosas são importantes. Primeiro, Paulo era um judeu helenístico com um fundo farisaico, integrante de sua identidade. Sua preocupação com o seu povo é uma parte do diálogo e é retratado ao longo da carta.

## Hermenêutica

### Interpretação católica
Os católicos aceitam a necessidade da fé para a salvação, mas apontam para Romanos 2:5–11 para a necessidade de viver uma vida virtuosa e praticar as boas obras, assim:
Sobre este assunto, São Tiago diz também que 

### Interpretação protestante
Para argumentar a alegação de que a salvação é obtida somente pela fé em Cristo, os protestantes sustentam Romanos 4:2–5:
A defesa de que a salvação é obtida somente pela fé defendida no livro de Romanos pelos protestantes, está fortemente fundamentada na epístola escrita ao Efésios, também escrito pelo apóstolo Paulo, que se encontrava aprisionado em Roma, onde no segundo capítulo, vesículos 8 a 10 ele aponta que:
Efésios 2:8-10:
Pois vocês são salvos pela graça, por meio da fé, e isto não vem de vocês, é dom de Deus; não por obras, para que ninguém se glorie. Por que somos criação de Deus realizada em Cristo Jesus para fazermos boas obas, as quais Deus preparou de antemão para que nós as praticássemos.
Eles também apontam que, para os escritos de Romanos 2:21–25:
Martinho Lutero qualificou a carta de Paulo aos romanos como a "mais importante peça do Novo Testamento. É o mais puro Evangelho. Vale a pena para um Cristão não somente memorizar palavra por palavra, mas também ocupar-se com ela diariamente, como se fosse o pão diário da alma". Porém qualificou a Carta de Tiago como "epístola de palha" por discordar do ensinamento da "salvação por fé e por obras" nela contida.
Romanos têm estado na vanguarda de vários movimentos importantes no protestantismo. As palestras de Martinho Lutero sobre Romanos em 1515-1516, provavelmente coincidiram com o desenvolvimento de sua crítica ao Catolicismo que levou às 95 Teses de 1517. Em 1738, na audiência do "Prefácio de Lutero à Epístola aos Romanos" lido na Igreja de St. Botolph em Aldersgate Street, Londres, John Wesley disse que sentiu seu coração "estranhamente aquecido", uma experiência de conversão, que é muitas vezes vista como o início de Metodismo.

## Respeito às autoridades e pagamento de impostos
No capítulo 13 a epístola evoca que os cristãos devem interiorizar um respeito cívico para com as autoridades por sustentar que toda autoridade é antes de tudo determinada por Deus; no versículo 6 registra que os cristãos também devem pagar os tributos, pagar impostos.